# Шатт, Стив
Сти́вен Джон Шатт (англ. Stephen John Shutt; 1 июля 1952, Уиллоудейл, провинция Онтарио, Канада) — канадский хоккеист, левый крайний нападающий клуба НХЛ «Монреаль Канадиенс».

## Биография
Стив Шатт родился 1 июля 1952 года в пригороде Торонто. С раннего детства любил хоккей и был страстным поклонником «Торонто Мейпл Лифс». В числе его кумиров были Дэйви Кеон, Фрэнк Маховлич, Джонни Бауэр.

### Карьера
После яркой игры в команде юниоров Стив Шатт стал первым игроком, выбранным клубом «Монреаль Канадиенс» в первом раунде драфта НХЛ 1972 года.
В начале 1970-х годов «Канадиенс» переживали очередную смену поколений: игроков, определявших игру команды в 1960-е годы, сменяла амбициозная молодёжь, ещё не знавшая вкуса больших побед. Годом ранее Стива состав «Монреаля» пополнил многообещающий воспитанник квебекской хоккейной школы Ги Лафлёр. Перспективному форварду, обещавшему стать новой первой скрипкой в нападении «Хабс», требовались равноценные партнёры; одним из них и стал Стив Шатт. Возглавлявший «Монреаль» Скотти Боумэн свёл в одну тройку вчерашних новичков Лафлёра и Шатта, добавив к ним уже успевшего завоевать свои первые трофеи в НХЛ центрфорварда Жака Лемера — так был заложен краеугольный камень новой династии «Канадиенс», царившей в НХЛ во второй половине 1970-х годов. Для команды тех лет тройка Шатт — Лемер — Лафлёр стала основной ударной силой нападения, принёсшей команде не один трофей, так же как 20 годами ранее, во времена первой династии «Канадиенс», была тройка Ришар — Беливо — Жеффрион.
Свою эффективность вновь образованная первая тройка нападения «Монреаля» доказала уже в первом своём сезоне, внеся значительный вклад в завоевание «Монреалем» очередного Кубка Стэнли. Бомбардирские результаты игравшего в первой тройке «Хабс» на левом краю нападения Стива Шатта росли от сезона к сезону, достигнув максимума в сезоне 1976/1977, когда форвард забросил 60 шайб за сезон; это был рекордный результат не только для «Монреаля», но и среди левых крайних нападающих во всей лиге. Рекорд результативности для левых нападающих был побит лишь в 1993 году Люком Робитайлом.
Стив Шатт отыграл в «Монреаль Канадиенс» 12 лет. В начале сезона 1984/1985 он перешёл в «Лос-Анджелес», а по окончании сезона завершил карьеру хоккеиста.

### После окончания карьеры
После окончания хоккейной карьеры Стив Шатт работал спортивным комментатором на канадском телевидении. В 1993—1997 годах бывший нападающий входил в тренерский штаб «Монреаль Канадиенс». С 2003 года Шатт принимал участие в матчах ветеранов «Монреаль Канадиенс».
Большой поклонник поло, Стив Шатт вместе со своим бывшим одноклубником Лэрри Робинсоном стал одним из основателей Монреальского поло-клуба.

## Карьера в сборной
В составе сборной Канады Стив Шатт принимал участие в первом розыгрыше Кубка Канады, завоевав вместе со своими партнёрами золото турнира.

## Достижения
- Обладатель Кубка Стэнли (5): 1973, 1976-79
- Участник матча всех звёзд (4): 1976, 1978, 1980, 1981
- Победитель Кубка Канады: 1976
- Член Зала хоккейной славы с 1993 года.
- Совладелец (вместе с Ги Лафлёром) рекорда «Монреаль Канадиенс» по числу заброшенных шайб за сезон — 60 шайб в сезоне 1976-77.